# Communauté de communes Les Terroirs d'Angillon
Pour les articles homonymes, voir Angillon.
La Communauté de communes des Terroirs d'Angillon est une ancienne communauté de communes française, située dans le département du Cher.
En janvier 2017, la communauté de communes Terres du Haut Berry est créée à partir de la fusion des communautés de communes des Hautes Terres en Haut Berry, Terroirs d'Angillon et Terres vives.

## Composition
| Nom                        | Code Insee | Gentilé      | Superficie (km2) | Population (dernière pop. légale) | Densité (hab./km2) |
| -------------------------- | ---------- | ------------ | ---------------- | --------------------------------- | ------------------ |
| Les Aix-d'Angillon (siège) | 18003      | Angillonnais | 14,68            | 1 886 (2014)                      | 128                |
| Azy                        | 18019      |              | 27,62            | 471 (2014)                        | 17                 |
| Brécy                      | 18035      |              | 39,63            | 921 (2014)                        | 23                 |
| Moulins-sur-Yèvre          | 18158      | Moulinois    | 15,33            | 817 (2014)                        | 53                 |
| Parassy                    | 18176      | Parassiens   | 26,02            | 422 (2014)                        | 16                 |
| Rians                      | 18194      | Riansais     | 32,41            | 1 004 (2014)                      | 31                 |
| Sainte-Solange             | 18235      | Solangeois   | 31,85            | 1 166 (2014)                      | 37                 |
| Soulangis                  | 18253      |              | 13,76            | 475 (2014)                        | 35                 |

## Compétences
- Aménagement de l'espace - Schéma de secteur (à titre obligatoire)
- Développement et aménagement économique
  - Action de développement économique (Soutien des activités industrielles, commerciales ou de l'emploi, soutien des activités agricoles et forestières...) (à titre obligatoire)
  - Création, aménagement, entretien et gestion de zone d'activités industrielle, commerciale, tertiaire, artisanale ou touristique (à titre obligatoire)
- Développement et aménagement social et culturel
  - Activités culturelles ou socioculturelles (à titre facultatif)
  - Activités périscolaires (à titre facultatif)
  - Activités sportives (à titre facultatif)
- Environnement
  - Assainissement collectif (à titre facultatif)
  - Assainissement non collectif (à titre facultatif)
  - Collecte et traitement des déchets des ménages et déchets assimilés (à titre optionnel)
- Logement et habitat - Opération programmée d'amélioration de l'habitat (OPAH) (à titre optionnel)
- Sanitaires et social - Action sociale (à titre optionnel)
- Voirie - Création, aménagement, entretien de la voirie (à titre optionnel)

## Historique
- 20 mars 2002 : modification du bureau
- 7 février 2001 : création du bureau
- 29 décembre 2000 : création de la communauté de communes
- 31 décembre 2016 : disparition de la communauté de communes qui fusionne avec deux autres EPCI pour former la communauté de communes Terres du Haut Berry.

## Sources
- Le splaf - (Site sur la Population et les Limites Administratives de la France)
- La base aspic du Cher - (Accès des Services Publics aux Informations sur les Collectivités)